# Осмотична електростанція

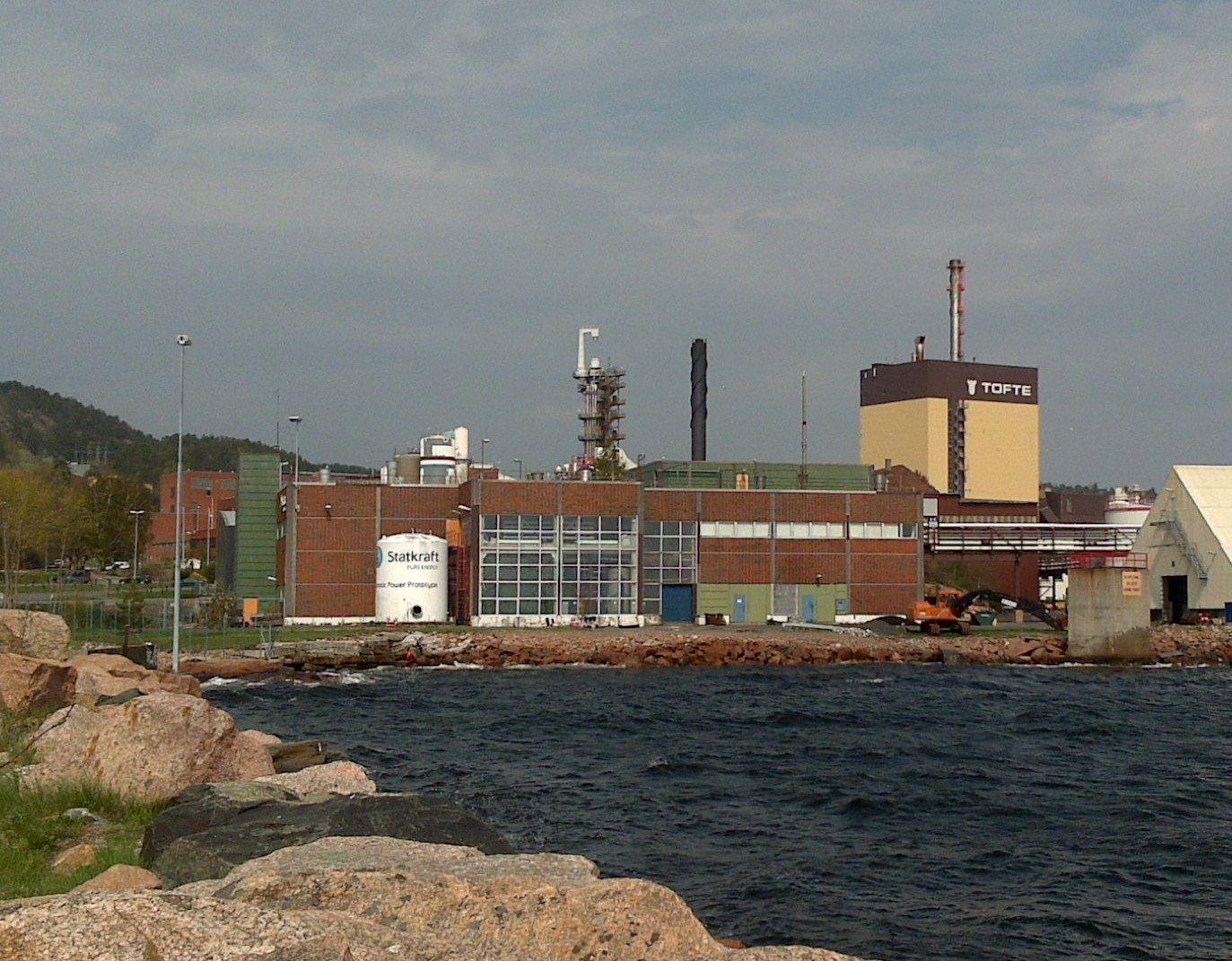
Перша в світі осмотична електростанція

Осмотична електростанція — стаціонарна енергетична установка, заснована на принципі дифузії води (осмос) різної солоності.
Першу і єдину, на даний час в світі, осмотичну електростанцію побудовано компанією Statkraft в норвезькому містечку Тофте (комуна Хурум), на території целюлозно-паперового комбінату «Södra Cell Tofte». Будівництво електростанції вартувало 20 млн доларів і 10 років, витрачених на дослідження і розробку технології. Ця електростанція покищо виробляє дуже мало енергії: приблизно 2-4 Квт. Згодом планується збільшити виробництво енергії до 10 Квт.
На даний момент (2014) електростанція має вигляд експериментальної, але в разі успішного завершення випробувань, станцію буде запущено для комерційного використання.

## Принцип дії

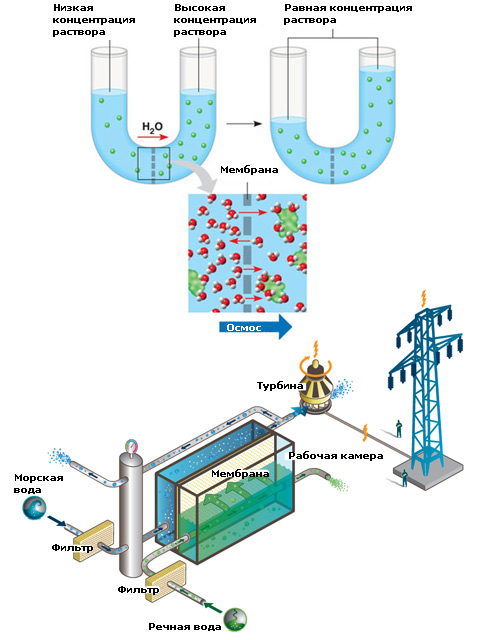
Схематична будова станції

Осмотична електростанція бере під контроль змішування солоної і прісної води, тим самим витягає енергію з ентропії рідин, що збільшується. Змішування відбувається в резервуарі, який розділений на два відсіки напівпроникною мембраною. До одного відсіку подається морська вода, до іншого — прісна. За рахунок різної концентрації солей у морській і прісній воді, молекули води з прісного відсіку, прагнучи вирівняти концентрацію солі, переходять через мембрану до морського відсіку. В результаті цього процесу у відсіку з морською водою формується надлишковий тиск, який в свою чергу використовується для обертання гідротурбіни, яка виробляє електроенергію.

## Переваги і недоліки технології
Переваги
- На відміну від вітру і сонця, є безперервним відновлюваним джерелом енергії, з незначними сезонними коливаннями.
- Відсутній парниковий ефект.

Недоліки
- Використовувана мембрана має продуктивність 1 Вт/м². Показник, який би дозволив зробити станції рентабельними — 5 Вт/м². У світі є декілька компаній, що виробляють подібні мембрани (General Electric, Dow Chemical, Hydranautics, Toray Industries), але пристрої для осмотичної станції повинні бути набагато тонші від тих, що виробляються нині.
- Осмотичні електростанції можуть будуватися лише в гирлах річок, де прісна вода вливається в солону.

## Потенціал і перспективи осмотичної енергетики
- Компанія Statkraft оцінює потенціал даного типу енергетики в 1600—1700 ТВт*ч. Що складає близько 10 % від всього світового споживання електроенергії.[1]
- Приблизно через 2-3 роки (дані на 2009) планувалося створення ще одної експериментальної електростанції, потужністю до одного мегаватту.[1]

## Ресурси Інтернету
- Сайт Норвезької державної компанії-розробника

## Виноски
1. 1 2 3 4  Первая осмотическая електростанція заработала в Норвегии. Архів оригіналу за 1 травня 2016. Процитовано 13 грудня 2014.
2. ↑  Первая в мире осмотическая електростанція открылась в Норвегии